# Lista över rysk-svenska krig
Det här är en lista över rysk-svenska krig. Flera krig har utkämpats mellan Sverige och Ryssland:
| Krig                           | Årtal     | Rysk regent                                                   | Svensk regent                           | Krigsslut               |
| ------------------------------ | --------- | ------------------------------------------------------------- | --------------------------------------- | ----------------------- |
| Kexholmskriget                 | 1321–1323 | Jurij av Moskva                                               | Magnus Eriksson                         | Freden i Nöteborg       |
| Sten Bielkes krig mot Novgorod | 1338–1339 | Jurij av Moskva                                               | Magnus Eriksson                         | Andra ryska freden      |
| Magnus Erikssons ryska krig    | 1348–1351 | Simeon av Moskva                                              | Magnus Eriksson                         | Stilleståndet i Dorpat  |
| Sturarnas ryska krig           | 1495–1497 | Ivan III                                                      | Sten Sture den äldre (riksföreståndare) | Freden i Novgorod       |
| Stora ryska kriget             | 1554–1557 | Ivan IV                                                       | Gustav Vasa                             | Freden i Novgorod       |
| Livländska kriget              | 1558–1583 | Ivan IV                                                       | Gustav Vasa, Erik XIV, Johan III        | Stilleståndet i Pliusa  |
| Nordiska tjugofemårskriget     | 1570–1595 | Fjodor I                                                      | Johan III, Sigismund                    | Freden i Teusina        |
| De la Gardieska fälttåget      | 1609–1610 | Falske Dmitrij II, Vasilij IV                                 | Karl IX                                 | De la Gardies dagtingan |
| Ingermanländska kriget         | 1610–1617 | Falske Dmitrij II, Falske Dmitrij III, Vladislav IV, Mikael I | Karl IX, Gustav II Adolf                | I Freden i Stolbova     |
| Karl X Gustavs ryska krig      | 1656–1661 | Aleksej I                                                     | Karl X Gustav                           | Freden i Kardis         |
| Stora nordiska kriget          | 1700–1721 | Peter I                                                       | Karl XII, Ulrika Eleonora, Fredrik I    | Freden i Nystad         |
| Hattarnas ryska krig           | 1741–1743 | Ivan VI, Elisabet                                             | Fredrik I                               | Freden i Åbo            |
| Gustav III:s ryska krig        | 1788–1790 | Katarina II                                                   | Gustav III                              | Freden i Värälä         |
| Finska kriget                  | 1808–1809 | Alexander I                                                   | Gustav IV Adolf, Karl XIII              | Freden i Fredrikshamn   |